# Villanueva de San Mancio
Villanueva de San Mancio é um município da Espanha na província de Valladolid, comunidade autónoma de Castela e Leão, de área 14,92 km² com população de 125 habitantes (2004) e densidade populacional de 8,38 hab/km².

## Demografia
| Variação demográfica do município entre 1991 e 2004 | Variação demográfica do município entre 1991 e 2004 | Variação demográfica do município entre 1991 e 2004 | Variação demográfica do município entre 1991 e 2004 |
| --------------------------------------------------- | --------------------------------------------------- | --------------------------------------------------- | --------------------------------------------------- |
| 1991                                                | 1996                                                | 2001                                                | 2004                                                |
| 97                                                  | 99                                                  | 119                                                 | 125                                                 |